# Ринхины

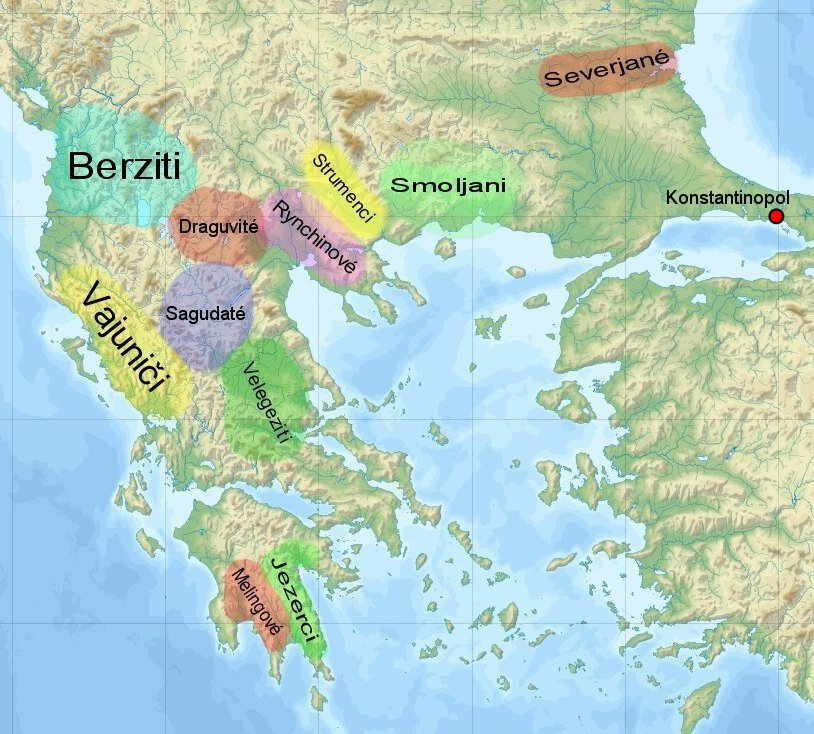
Приблизительные поселения южнославянских племен

Ринхины (Влахоринхины) — союз южнославянских племён полуострова Халкидики. На протяжении VII века ринхины вместе с другими македонскими славянами (струмяне, драговиты и сагудаты) неоднократно участвуют в осадах Солуни (ныне греческий город Салоники).

## Этноним
Трубачёв считал, что этноним ринхины происходит от гидронима Ριγινια, имеющего фракийское происхождение.

## История
В 658 году, в результате постоянных набегов славян на византийские земли и пиратства в Эгейском море, император Констант II был вынужден совершить поход в Македонию, в результате которого часть славян, живших там, была подчинена. Ринхины и струмяне обязались выплачивать дань, часть покорённых славян император переселил в Малую Азию, намереваясь использовать их в войне с арабами.
В начале VIII века часть болгар и влах бегут из Аварского каганата и селятся среди ринхинов.
К середине VIII века, в результате внутренних смут в Византии, контроль над славянами Македонии ослаб, и славяне перестают выплачивать дань, возобновляется славянское пиратство в Эгейском море.
В 759 году император Константин V совершает поход против славян. Но на этот раз основной удар приходится на ринхинов, после этого ринхины в хрониках больше не упоминаются.